# I Legnanesi
I Legnanesi sono una compagnia teatrale italiana che recita commedie in dialetto legnanese. È l'esempio più celebre di teatro en travesti in Italia. Nei loro spettacoli comici gli attori propongono al pubblico figure satiriche della tipica corte lombarda. Fondata a Legnano nel 1949 da Felice Musazzi e Tony Barlocco, è tra le compagnie più note del panorama teatrale dialettale europeo.

## L'ambientazione e i personaggi

Felice Musazzi nei panni di Teresa

Tony Barlocco nei panni di Mabilia

Livio Barlocco nei panni di Giovanni

L'ambientazione tipica delle loro commedie è la corte lombarda, all'interno della quale ruotano le vicende della famiglia "Colombo". Questo nucleo familiare è formato da:
- la Teresa, la donna di cortile interpretata un tempo da Felice Musazzi e poi da Antonio Provasio;
- la Mabilia, la figlia maggiorenne e da sempre "zitella", rappresentata prima da Tony Barlocco e poi da Enrico Dalceri;
- il Giovanni, il marito di Teresa, interpretato originariamente da Luigi Cavalleri, poi da vari attori, tra cui Lucio Pesci (1954-1961), Carletto Oldrini (1961-1973), Armando Russo (1975) Livio Barlocco (1975-1978), Antonio Luraghi (1998-2000), Luigi Campisi (1974-1975, 1978-1988 e 2001-2019),[3][4], Lorenzo Cordara (2019-2022)[5] e Italo Giglioli (dal 2022)[6].

Tra i tre spicca, per importanza e comicità, Teresa. Attorno alla famiglia Colombo ruotano altri personaggi tipici delle corti lombarde, tra cui:
- Enrichetta Pinciroli, detta "la Chetta", ovvero una delle donne del cortile nonché antagonista di Teresa e Mabilia, in origine interpretata da Renato Lombardi e successivamente, dalla stagione teatrale 2003/2004, da Valerio Rondena (presente in compagnia fino al 2022);
- Giuseppina Calcaterra, la cugina di Teresa detta la Pinetta per la sua bassa statura, interpretata da Alberto Destrieri (scomparso il 29 maggio 2019).[8]

Per quanto riguarda le stagioni teatrali più recenti, coprono un ruolo fisso nella compagnia alcuni personaggi tra cui:
- la Carmela Miccichè, una donna del cortile di origine meridionale interpretata dagli anni 2000 da Maurizio Albè e anni prima da Carlo Cordieri;
- la Mistica Persichetti una zitella del cortile interpretata da Giovanni Mercuri;
- il sindaco ruolo ricoperto da Giordano Fenocchio;
- il Don Pietro/Pedar (Danilo Parini).

Infine i giovani che assistono Mabilia nei suoi balletti, i cosiddetti Boys della Mabilia, non sono dei ballerini professionisti, ma semplici appassionati di teatro, anche se negli ultimi anni sono entrati nella compagnia performer di importanti accademie per il corpo di ballo.
I Legnanesi portano quindi in scena le tradizioni, le storie ed i costumi lombardi. Le commedie realizzate dalla compagnia sono comunque legate ai testi originali di Musazzi nonostante siano presenti temi di attualità e di politica nazionale.
I testi degli spettacoli erano firmati originariamente da Felice Musazzi che ne curava anche la regia, dal 2018 i testi e la regia sono firmati da Antonio Provasio.

## Il dialetto utilizzato negli spettacoli
Il dialetto utilizzato nelle commedie non è però autentico legnanese. Già Felice Musazzi, nei suoi spettacoli, utilizzava termini mutuati anche dal dialetto milanese e dall'italiano per rendere la trama più comprensibile anche al di fuori del territorio legnanese. Ad esempio, nel titolo di una delle sue commedie, Famm fümm e frecc, viene utilizzato il milanese frecc in luogo del legnanese fregiu (in italiano, "freddo"). Ciò non è una novità per il vernacolo di Legnano: la parlata legnanese, infatti, è stata oggetto di una lenta e costante "contaminazione" ultrasecolare da parte del dialetto meneghino.

## Storia

Felice Musazzi

Tony Barlocco

Un momento di uno spettacolo de I Legnanesi. Sulla sinistra Tony Barlocco nei panni di Mabilia, mentre sulla destra Felice Musazzi che interpreta Teresa

Le origini de I Legnanesi affondano nel secondo dopoguerra, quando tre metalmeccanici della Franco Tosi, Felice Musazzi, Tony Barlocco e Luigi Cavalleri, iniziano a recitare in spettacoli teatrali in dialetto legnanese in un circolo della parrocchia di Legnarello, contrada di Legnano. In questi anni negli oratori dell'arcidiocesi di Milano era vietata la partecipazione di attrici donne e quindi i tre decisero di recitare i loro spettacoli en travesti. Infatti, essendoci solo interpreti uomini, e dovendo recitare anche ruoli femminili, i tre attori, per poter recitare le loro commedie, dovettero necessariamente travestirsi. Nei loro spettacoli i tre proponevano figure satiriche dei cortili lombardi dell'epoca. Questo, assieme ad alcuni elementi di autoironia sul proprio lavoro diurno, aumentò la dose di comicità dei loro spettacoli. Nei primi anni di attività teatrale i tre continuarono infatti a lavorare di giorno alla Franco Tosi e ad esibirsi nei teatri la sera. Gli attori de I Legnanesi, in origine, non erano quindi attori professionisti, né avevano frequentato scuole di teatro.
La svolta ci fu però nel 1949. Con lo spettacolo E un dì nacque Legnarello, rappresentato l'8 dicembre nel teatro dell'oratorio della contrada legnanese, la piccola compagnia teatrale dilettante si trasformò in un gruppo stabile. che iniziò ben presto a rappresentare le proprie commedie, grazie al successo ottenuto, in altre sale teatrali lombarde. Musazzi, oltre recitare, scriveva anche i testi delle commedie.
Il primo spettacolo importante per la storia della compagnia fu quello recitato al teatro Villoresi di Monza nel 1955, mentre il vero primo grande successo fu quello conquistato al teatro Odeon di Milano nel 1958. Dopo questi spettacoli per I Legnanesi fu un successo crescente, sia di pubblico che di critica. La compagnia iniziò anche ad esibirsi fuori dalla Lombardia ricevendo plausi da vari personaggi dello spettacolo come Luchino Visconti, Federico Fellini, Wanda Osiris e Giorgio Strehler. Fuori dalla Lombardia recitarono, ad esempio, anche al teatro Ariston di Sanremo, a "La Bussola" di Viareggio e, senza fortuna, al teatro Sistina di Roma. La compagnia organizzò una tournée in Argentina. In questo contesto Musazzi e Barlocco debuttarono sul grande schermo grazie ad una partecipazione nel film Splendori e miserie di Madame Royale (1970) di Vittorio Caprioli, dove interpretavano il ruolo di due travestiti. I Legnanesi sbarcarono anche in televisione grazie all'emittente legnanese Antennatre.
Nel 1986 la morte di Tony Barlocco decretò la temporanea interruzione delle attività teatrali della compagnia. Musazzi era infatti tentato dal ritiro dalle scene, ma decise di riproporre gli spettacoli senza Mabilia per l'insistenza del pubblico, che chiedeva il ritorno sul palco della famiglia Colombo. L'ultima commedia de I Legnanesi di Musazzi e Barlocco, Va là tramvai (1988), non andò però in scena a causa dei problemi di salute di Musazzi. Nel 1989 la sua morte mise fine alla compagnia storica.
Dopo la scomparsa dei due fondatori, le strade degli attori de I Legnanesi si divisero per alcuni anni. Parte degli attori rimase infatti ne I Legnanesi ad interpretare commedie completamente differenti da quelle di Felice Musazzi e Tony Barlocco, compagnia diretta dagli eredi di Barlocco. Altri componenti, invece, fondarono, nel 1998, la "Compagnia teatrale Felice Musazzi", che continuò a presentare al pubblico le vicende della famiglia Colombo diretta da Sandra Musazzi, figlia di Felice. Nel 2004 le due compagnie si sono fuse in un'unica compagine teatrale che ha ripreso lo storico nome.
Per ricordare Felice Musazzi la città di Legnano ha edificato di fronte al Tribunale cittadino una grande maschera bronzea con il volto della "Teresa" realizzata da Antonio Luraghi, oltre a due vie intitolate rispettivamente a Felice Musazzi e Antonio (Tony) Barlocco.
Nel 2008 I Legnanesi sono stati protagonisti di 10 puntate della sit-com televisiva Casa Colombo, che è stata trasmessa da Antenna 3, mentre nel 2011 la famiglia Colombo è stata impegnata sui circuiti nazionali di 7 Gold in un telegiornale comico dal titolo Cünta su Teresa, dove venivano raccontati piccoli episodi della vita quotidiana lombarda. Nella stagione teatrale 2012/2013 la compagnia ha realizzato una serie di spettacoli in crociera nel Mediterraneo sulla Costa Luminosa. Altri teatri in cui la nuova compagnia ha recitato sono il teatro Colosseo di Torino, il teatro Verdi di Firenze, il teatro Romolo Valli di Reggio Emilia ed il teatro Sistina di Roma.
I loro spettacoli sono stati trasmessi nel novembre 2008 da Rai 2. I Legnanesi sono stati impegnati anche su Rai 5 nel 2011 e, tra giugno 2019 e gennaio 2020, per sei serate in prima serata su Rete 4. Inoltre il trio partecipa come comparsa alla pellicola La Palmira - Ul film.
Dal 2018 i testi e la regia degli spettacoli sono unicamente firmati da Antonio Provasio. 
Il 29 maggio 2019 muore Alberto Destrieri, l'attore che interpretava una figura storica della compagnia, la Pinètta. Nello stesso anno i Legnanesi sono protagonisti del loro primo film TV, Non è Natale senza panettone, in onda per la prima volta il 26 dicembre 2019 su Rete 4.
Sempre nel 2019, Luigi Campisi, storico interprete del "Giovanni", lascia la compagnia, venendo sostituito da Lorenzo Cordara e successivamente, nel 2022, da Italo Giglioli.

## Frasi celebri
- Chi vusa püsè... la vaca l'è sua (in italiano "Chi urla di più... la vacca è sua"[27][28]);
- Sem nasù par patì, patém! (in italiano "siamo nati per soffrire, allora soffriamo");
- Süca e melùn, a la sò stagiùn (in italiano "zucca e melone, alla sua stagione", cioè ogni cosa a suo tempo[29]);
- Tan cò, tan süchi (in italiano "Tante teste, tante zucche", cioè ognuno ha il proprio modo di ragionare[30]);
- Va la batèl ca sèm su tuti (in italiano "Parti battello, che siamo su tutti").

## Premi
I premi più importanti che la compagnia teatrale ha ricevuto nel tempo sono:
- Ambrogino d'oro (onorificenza del comune di Milano)[31];
- Rosa Camuna (onorificenza della Regione Lombardia);
- Premio Isimbardi (onorificenza della Provincia di Milano);
- Premio Sarchiapone-Walter Chiari alla Carriera Teatrale;
- Anfora Olearia di Boissano;
- Biglietto d'oro (nel 1981);
- Rina Govi (nel 1986).

## Repertorio

### I Legnanesi con Felice Musazzi
Il repertorio della compagnia originaria comprendeva gli spettacoli:
- E un dì nacque Legnanello (1949) (commedia d'esordio)
- Sem nasü par patì... e patèm (1950-51)
- Bu... cumé buléta (1952)
- Miracolo a Legnano (1953)
- Tanti cò tanti züch (1954-55)
- Tela là la lüna (1956)
- Teresate (1957)
- Va la batèl! (1958)
- Novecent... vòltas indrée (1960)
- Teresa e Mabilia show in famiglia (1961)
- Va la batèl 1962 (1962)
- Zuc e melun, a sö stagiun (1963)
- Teresa di notte (1965)
- I lenzoeu di ier e d'incoeu (1966)
- Teresa degli spiriti (1967)
- Fam fum e frecc (1968)
- Oh vita,oh vita stracca (1969)
- Chi vusa pusé la vaca l'è sua (1970)
- E la buleta la va la va... (1971)
- Teresa story (1972)
- I pover crist superstar (1973)
- Regna la rogna (1975)
- Un, due, tre... cìapal ca'l gh'è (1978)
- Il cortile dei miracoli (1979)
- Lasciate che i pendolari vengano a me (1982)
- La scala è mobile (1987)
- Va là tranvai (1988) (non messo in scena)

### I Legnanesi con Antonio Provasio
Il repertorio della nuova compagnia comprende:
- E un dì nacque... la "Teresa" (1999-2000)
- Teresa e Mabilia show in famiglia (2000-2001)
- Il cortile dei miracoli (2001-2002)
- Va là batèl (2002-2003)
- Chi vusa püsè... la vaca l'è sua (2003-2004)
- Tela là... la lüna (2004-2005)
- Bu... come buleta... (2005-2006)
- Pover crist superstar (2006-2007)
- Regna la rogna (2007-2008)
- 60 anni in una grande rivista (2008-2009)
- Oh vita... Oh vita straca (2009-2010)
- Fam Füm Frec (2010-2011)
- Sem nasü par patì... e patèm (2011-2012)
- Lasciate che i pendolari vengano a me (2012-2013)
- La scala è mobile (2013-2014)
- La finestra sui cortili (2014-2015)
- La famiglia Colombo (2015-2016)
- I Colombo viaggiatori (2016-2017)
- Signori si nasce e noi? (2017-2018)
- 70 voglia di ridere c'è (2018-2019)
- Non ci resta che ridere (2019-2020 ; 2020-2021 ; 2021-2022)
- Liberi di sognare  (2022-2023)
- 7° ... non rubare  (2023-2024)
- Ricordati il bonsai (2024-2025)
- I Promossi Sposi (2025-2026)

### Film TV
- Non è Natale senza panettone, regia di Marco Limberti (2019)